# Чехословакия на летних Олимпийских играх 1956
Чехословакия принимала участие в Летних Олимпийских играх 1956 года в Мельбурне (Австралия) в восьмой раз за свою историю, и завоевала одну золотую, одну бронзовую и четыре серебряные медали. 
Спортсменов предупредили об опасности терактов на обратном пути, поэтому из Австралии они на корабле добрались до Владивостока, затем на поезде до Москвы, оттуда на самолёте в Прагу — путешествие заняло 31 день.

## Медалисты
| Медаль  | Спортсмен                    | Вид спорта            | Дисциплина                               |
| ------- | ---------------------------- | --------------------- | ---------------------------------------- |
| Золото  | Ольга Фикотова               | Лёгкая атлетика       | Женщины, метание диска                   |
| Серебро | Эва Босакова                 | Спортивная гимнастика | Женщины, бревно                          |
| Серебро | Отакар Горжинек              | Стрельба              | Мужчины, винтовка с трёх положений, 50 м |
| Серебро | Ладислав Фоучек              | Велоспорт             | Мужчины, гит                             |
| Серебро | Ладислав Фоучек Вацлав Махек | Велоспорт             | Мужчины, тандем                          |
| Бронза  | Иржи Скобла                  | Лёгкая атлетика       | Мужчины, толкание ядра                   |